# 안심동
안심동(安心洞)은 대한민국 대구광역시 동구의 행정동군이다.
경산군 안심읍을 1981년 대구직할시 동구에 편입하여 안심출장소로 개편하였다가, 그 후 안심1~4동으로 분동하여 현재에 이른다. 신서동과 동내동 일대에 신서혁신도시가 조성 중이며, 2020년 7월 6일에 안심동의 일부를 분리하여 혁신동을 신설하게 된다. 숙천동 일대는 경상북도 경산시 하양읍과 마주보고 있다.

## 유래

### 안심(安心)
후백제의 견훤은 원래 상주고을 가은현 사람으로 본래의 성은 이씨였으나, 후백제 왕의 악몽을 갖고 천하를 병탄코자 공산동 수대전을 시정함에 고려 태조 왕건이 정기 5,000명으로 공산 아래서 맞아 대전을 벌였으나 전세가 불리하여 장사 김락(金樂)과 신숭겸(申崇謙)이 죽고 제군이 패배함으로 왕건은 난을 피하여 지금의 동내동까지 이르니 적국의 추격이 없으므로 한 줌의 땀을 식히고 숨을 돌리게 되니 이 곳을 안심(安心)이라고 불렀다.

### 반야월(半夜月)
밤이 되어 왕건이 하늘을 쳐다보니 반달이 떠있어서 지어진 지명이다.

## 반야월
반야월(半夜月)은 안심(安心)의 별칭이다. 대구반야월초등학교, 반야월종합시장, 반야월교회, 반야월성당, 반야월역, 반야월로, 반야월네거리, 반야월삼거리와 같이 학교, 시장, 역 등을 가리킬 때 많이 쓰인다. 경상 누층군 반야월층의 이름이 이 지역에서 유래되었다.

## 역사
- 1895년 6월 23일(음력 윤5월 1일) 대구부 하양군 안심면, 경산군 북면[2]
- 1896년 8월 4일 경상북도 하양군 안심면, 경산군 북면[3]
- 1914년 4월 1일 경상북도 경산군 안심면[4]

| 조선총독부령 제111호 | |
| 구 행정구역 | 신 행정구역                                                                                           |
| 경산군 북면 금강동, 내곡동, 대촌동/임천동, 동호동, 사복동, 상동동/마여동, 금호동/서호동, 중리동/숙천동, 신기동, 구룡동/금계동, 구암동/하율동, 율하동 | 안심면 금강동, 내곡동, 대림동, 동호동, 사복동, 상매동, 서호동, 숙천동, 신기동, 용계동, 율암동, 율하동 |
| 하양군 안심면 각산동/하막동, 송전동/괴동, 내상동/내하동, 매여동, 신중동/서동                                                                         | 안심면 각산동, 괴전동, 동내동, 매여동, 신서동                                                         |
- 1973년 7월 1일 경상북도 경산군 안심읍[5]
- 1981년 7월 1일 대구직할시 동구 안심출장소[6][7]
- 1982년 9월 1일 안심1동, 안심2동, 안심3동 설치
- 1983년 3월 15일 안심4동 설치
- 1995년 1월 1일 대구광역시 동구 안심출장소, 안심1동, 안심2동, 안심3동, 안심4동[8]
- 1998년 9월 1일 안심3동, 안심4동을 합동하여 안심3·4동으로 개편
- 1998년 9월 21일 안심출장소 폐지
- 2020년 7월 6일 안심3·4동을 안심3동, 안심4동, 혁신동으로 분동

## 교육

### 안심1동
- 대구안일초등학교 (율하동)
- 대구율하초등학교 (율하동)
- 대구율원초등학교 (율하동)
  - 대구율원초등학교 병설유치원
- 신기중학교 (신기동)
- 율원중학교

### 안심2동
- 영진직업전문학교
- 정동고등학교

### 안심3동
- 대구송정초등학교 (괴전동)
- 대구숙천초등학교
- 안심중학교
- 대구동부고등학교
- 대아직업전문학교

### 안심4동
- 대구강동초등학교 (신서동)
- 대구동호초등학교 (동호동)
- 대구반야월초등학교 (서호동)
- 강동중학교
- 강동고등학교
- 대구가톨릭대학교 부설유치원

## 교통

### 지하철
- 대구 도시철도 1호선 신기역, 율하역, 용계역, 반야월역, 각산역, 안심역, 대구한의대병원역

### 고속도로
- 동대구 나들목

## 기관
- 대구경북지방병무청
- 대구동부경찰서 (각산동)
- 반야월농협 (신기동)

## 주거

### 아파트
| 단지명                            | 건설사                    | 시행사                      | 주소                                 | 입주        | 비고     |
| --------------------------------- | ------------------------- | --------------------------- | ------------------------------------ | ----------- | -------- |
| 안심주공 2단지                    | ㈜신화주택                | 대한주택공사                | 동구 율하동로 67 (율하동)            | 1997년 7월  |          |
| 안심주공 4단지                    |                           | 대한주택공사                | 동구 율하동로 73 (율하동)            | 2003년 8월  | 국민임대 |
| 율하 휴먼시아 5단지               | 벽산건설                  | 대한주택공사                | 동구 율하서로 59 (율하동)            | 2008년 10월 | 국민임대 |
| 율하 휴먼시아 7단지               | 남해종합개발              | 대한주택공사                | 동구 안심로22길 55 (율하동)          | 2008년 11월 | 국민임대 |
| 율하 휴먼시아 6단지               | 남해종합개발              | 대한주택공사                | 동구 안심로16길 45 (율하동)          | 2008년 12월 | 국민임대 |
| 율하 센트럴파크 8단지             | 금호산업                  | 대한주택공사                | 동구 안심로22길 75 (율하동)          | 2009년 2월  |          |
| 율하 센트럴파크 9단지             | 금호산업                  | 대한주택공사                | 동구 안심로22길 76 (율하동)          | 2009년 2월  |          |
| 율하 리버파크                     | 금호산업                  | 대한주택공사                | 동구 율하동로 19 (율하동)            | 2009년 2월  |          |
| 율하 휴먼시아 15단지              |                           | 대한주택공사                | 동구 금호강변로3길 9 (율하동)        | 2009년 9월  | 국민임대 |
| 율하 휴먼시아 10단지              |                           | 한국토지주택공사            | 동구 율하동로8길 16 (율하동)         | 2010년 5월  | 국민임대 |
| 율하 리버파크뷰                   | 신일건업㈜                | 한국토지주택공사            | 동구 금호강변로 315 (율하동)         | 2010년 8월  |          |
| 대구세계육상대회선수촌 e-편한세상 | 대림산업 태영건설 KCC건설 | 한국토지주택공사            | 동구 율하서로 85 (1단지) (율하동)    | 2011년 6월  |          |
| 대구세계육상대회선수촌 e-편한세상 | 대림산업 태영건설 KCC건설 | 한국토지주택공사            | 동구 안심로16길 71 (2단지) (율하동)  | 2011년 6월  |          |
| 롯데캐슬 레전드                   | 롯데건설                  | ㈜한백                      | 동구 안심로73길 22 (신서동)          | 2007년 4월  |          |
| 롯데캐슬 탑클래스                 | 롯데건설                  | 롯데건설                    |                                      | 2015년 11월 |          |
| 율하 우방 아이유쉘                | ㈜에스엠우방              | 한국토지신탁                | 동구 금호강변로3길 22 (율하동)       | 2013년 12월 |          |
| 안심역 우방 아이유쉘              | ㈜에스엠우방              | ㈜한국자산신탁              | 동구 금강로21길 10 (괴전동)          | 2016년 5월  |          |
| 각산 서한이다음                   | ㈜서한                    | ㈜서한                      | 동구 반야월북로 167 (각산동)         | 2018년 4월  |          |
| 용계역 푸르지오 아츠베르          | 대우건설                  | ㈜아시아신탁 ㈜서우용계개발 | 동구 화랑로108길 42 (1단지) (용계동) | 2023년 10월 |          |
| 용계역 푸르지오 아츠베르          | 대우건설                  | ㈜아시아신탁 ㈜서우용계개발 | 동구 화랑로108길 46 (2단지) (용계동) | 2023년 10월 |          |
| 신서 신일해피트리                 | ㈜신일                    | ㈜신일하우징                | 동구 반야월로 370 (신서동)           | 2007년 3월  |          |
| 율하 에스엠 안아주                | 극동건설                  | ㈜경남모직                  | 동구 안심로16길 29 (율하동)          | 2009년 6월  |          |
| 율하 시티프라디움                 | ㈜시티건설                | 시티산업개발㈜              | 동구 반야월로 35 (용계동)            | 2020년 6월  |          |
| 안심뉴타운 시티프라디움           | ㈜시티건설                | 시티건설산업㈜              | 동구 안심뉴타운7로 31 (율암동)       | 2022년 7월  |          |
| 안심뉴타운 호반써밋 이스텔라      | ㈜호반산업                | ㈜호반산업                  | 동구 반야월북로 111-11 (율암동)      | 2022년 12월 |          |
| 안심뉴타운 파라곤 프레스티지      | 라인건설㈜                | 라인엘하우징㈜              | 동구 안심뉴타운7로 13 (율암동)       |             |          |

### 오피스텔
안심3동
- 대보건설 대구혁신도시 하우스디 어반 메가시티 (신서동) : 2022년 2월 입주.